# Hutor

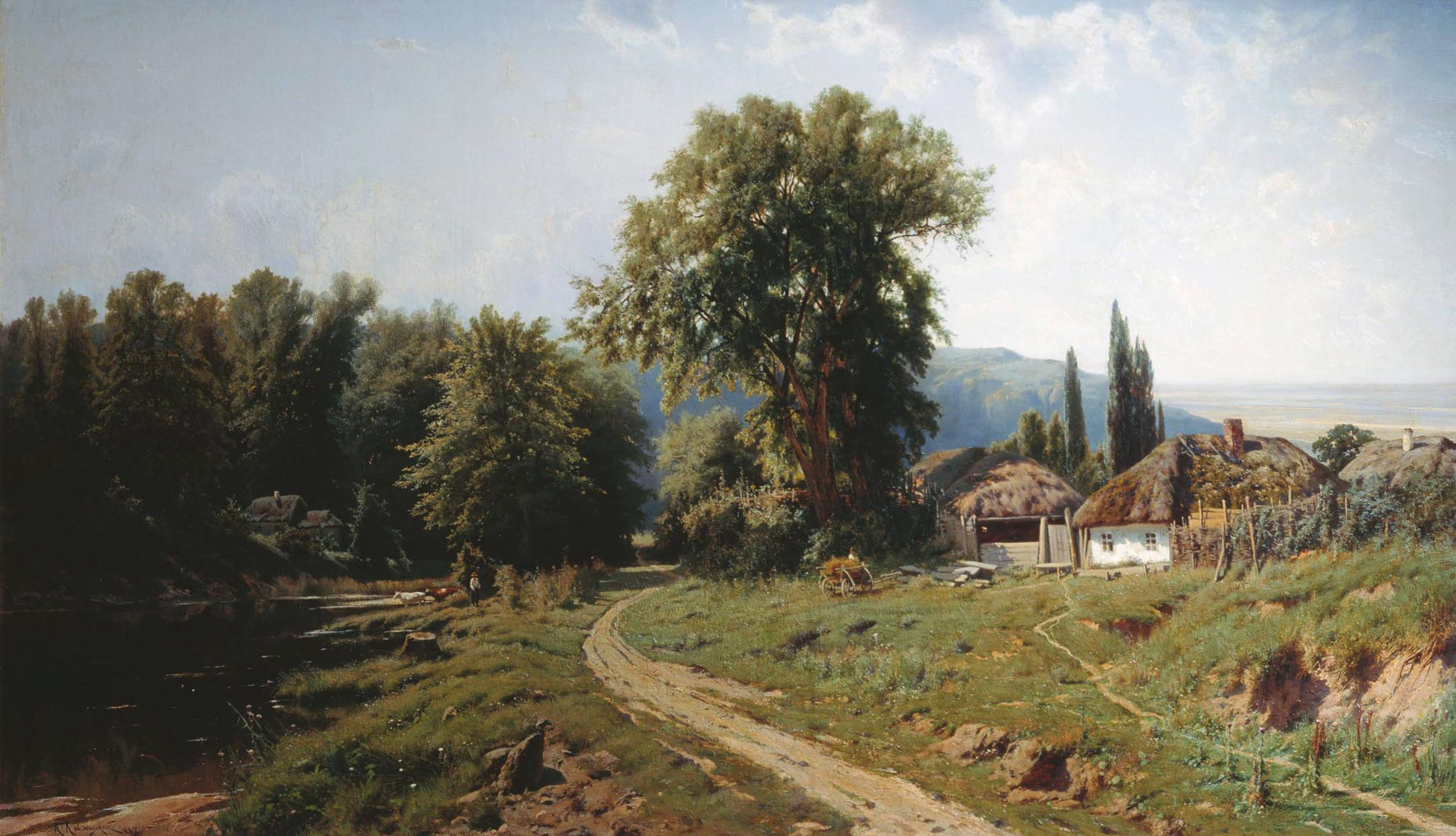
Tabloul Хутор в Малороссии („Hutor în Rusia Mică”) de Konstantin Krîjițkii, 1884

Hutor sau hutir (în rusă: ху́тор, hutor; în ucraineană: ху́тiр, hutir) este un termen slav care reprezintă un tip de localitate mică din Europa Răsăriteană. Cuvântul este originar din Ucraina, dar a mai târziu a fost folosit și pentru localitățile din Rusia și Kazahstan, dar și în alte republici unionale în perioada sovietică.
În regiunile pe colonizate de cazaci din Ucraina, regiunile Kubanului și Donului, cuvântul „hutor” era folosit pentru descrierea unor noi așezări, indiferent de numărul locuitorilor, locuitori care se separaseră de stanițele de origine. În unele comunități căzăcești din Rusia, aceste tipuri de așezări mai erau  numite și „posiolok” (посёлок) sau „vîselki” (выселки).
În timpul reformelor lui Stolîpin, președintele Consiliului de miniștri ai Rusiei, Piotr Stolîpin a încurajat țăranii să părăsească obștile sătești, să-și revendice partea lor din pământul comunitar și să-și creeze hutoare unde să se mute și pe care să le lucreze în mod individual. Un concept mai puțin radical a fost crearea proprietăților de tip „otrub” (отруб): partea din pământul obștii sătești revendicate revenea noului proprietar, dar acesta continua să locuiască în satul de origine și era nevoit să se deplaseze zilnic până la terenurile sale pentru a le lucra. În jurul anului 1910, hutoarele și otrubele reprezentau aproximativ 10,5% din proprietățile rurale din Rusia europeană. Colectivizarea agriculturii în URSS avea să distrugă sistemul proprietății particulare în agricultura sovietică, inclusiv așezările de tip hutor.
Așezările similare din Estonia și Ingria au fost numite „mõis„, „folwark” în Polonia și „palivarkas” în Lituania.

## În literatură
Prima lucrare importantă a lui Nikolai Gogol a fost „Вечера на хуторе близ Диканьки” (Serile în hutorul de lângă Dikanka).